# Tomás Ripoll
Tomás Ripoll (1652 – 1747) è stato un religioso francese maestro generale dell'Ordine dei frati predicatori.

## Biografia
Tomás Ripoll proveniva da Tarragona in Spagna.
Nel 1722 Ripoll divenne responsabile dell'Ordine domenicano per la provincia dell'Aragona.
Il capitolo generale dell'Ordine dei domenicani lo elesse maestro nel 1725. 
Come maestro Ripoll non fece mai visite pastorali. 
Supervisionò il completamento della raccolta dei documenti storici dell'Ordine dei domenicani. 
La controversia con il Giansenismo raggiunse l'apice sotto il suo magistero.
Nel 1740 Prospero Lorenzo Lambertini, amico di Ripoll e della comunità domenicana di Bologna, fu eletto Papa assumendo il nome pontificale di Benedetto XIV.
Ripoll morì nel settembre del 1747 all'età di 95 anni.